# Актография
Актография (от лат. actus — действие, движение и др.-греч. γράφω — пишу) — это комплекс методов и технологий, предназначенных для регистрации и анализа движений объектов (живых существ или механизмов) во времени. Актография представляет собой междисциплинарную область, объединяющую элементы медицины, биологии, психологии и инженерии и иных дисциплин, которая активно применяется для изучения двигательной активности, сна, а также диагностики различных патологических состояний.
Методы актографии реализуются с использованием специальных приборов — актографов, которые фиксируют движения через датчики, преобразуют их в сигналы и регистрируют данные в виде графиков, таблиц или цифровых записей. Исторически такие устройства использовали механические компоненты, однако современные актографы чаще базируются на электронных и цифровых технологиях, включая акселерометры и программное обеспечение для анализа данных.

## История развития
Актография как метод начала формироваться в XIX веке, когда учёные стали интересоваться объективными способами измерения двигательной активности. Одним из пионеров в этой области считается французский физиолог Этьен-Жюль Маре, который в 1880-х годах разработал устройства для записи движений животных и человека. В XX веке актография получила развитие благодаря исследованиям сна и циркадных ритмов, особенно после работ немецкого физиолога Натаниэля Кleitмана, который в 1930-х годах заложил основы сомнологии.
С появлением портативных электронных устройств в конце XX века (например, первых акселерометров в 1980-х годах) актография стала доступной не только в лабораториях, но и в клинической практике. Сегодня она интегрирована с носимыми гаджетами, такими как фитнес-браслеты и смарт-часы, что значительно расширило её применение.

## Принципы работы
Актографы фиксируют движение с помощью различных датчиков:
Механические — исторически использовались резиновые баллоны или пружины, передающие импульсы на регистрирующее устройство, например, перо и бумагу.
Пневматические — применяются для регистрации движений через изменение давления воздуха (например, в матрацах или подушках).
Электронные — современные устройства используют акселерометры, которые измеряют ускорение в трёх осях (X, Y, Z) и преобразуют данные в цифровой формат.
Полученные данные обрабатываются с помощью алгоритмов, позволяющих выделить паттерны активности, такие как периоды сна, бодрствования или патологические движения (например, тремор при болезни Паркинсона). Программное обеспечение для анализа часто включает функции фильтрации шумов и расчёта параметров, таких как частота движений или их амплитуда.

## Применение
Актография нашла широкое применение в самых разных областях науки и медицины. Вот основные направления:

### Исследование сна
Актография активно используется в сомнологии для изучения структуры сна, циркадных ритмов и нарушений, таких как бессонница или синдром беспокойных ног. Портативные актографы, надеваемые на запястье, фиксируют движения во время сна, позволяя оценить его длительность, качество и фазы (хотя для точного определения стадий сна требуется полисомнография). Например, резкие пики активности могут указывать на пробуждения или микропробуждения.

### Изучение животных
В зоологии и этологии актография применяется для анализа поведения животных в естественной среде или лабораторных условиях. Подвижные клетки, подвешенные на пружинах или гофрированных шлангах, измеряют смещения, вызванные перемещениями подопытных особей. Такие данные помогают изучать суточные ритмы активности, влияние стресса или экологических факторов.

### Медицинская диагностика
В клинической практике актография используется для мониторинга двигательной активности пациентов с хроническими заболеваниями:
Неврология — регистрация тремора при болезни Паркинсона или эпилептических припадков.
Психиатрия — оценка гиперактивности при СДВГ (синдром дефицита внимания и гиперактивности) или апатии при депрессии.
Гериатрия — контроль подвижности пожилых людей для выявления риска падений.

### Спорт и фитнес
Современные носимые устройства (фитнес-трекеры) фактически являются упрощёнными актографами, фиксирующими шаги, дистанцию и уровень активности. Они помогают спортсменам оптимизировать тренировки и следить за восстановлением.

## Современные технологии
Сегодня актография вышла за рамки традиционных приборов. Использование трёхосевых акселерометров, гироскопов и магнитометров позволяет создавать точные модели движения. Данные синхронизируются с приложениями на смартфонах или облачными сервисами, где алгоритмы машинного обучения анализируют их для персонализированных рекомендаций. Например, устройства вроде Apple Watch или Garmin могут различать типы активности (ходьба, бег, плавание) с точностью до 95%.
Кроме того, в исследованиях применяются беспроводные датчики, встраиваемые в одежду или постельное бельё, что делает мониторинг ненавязчивым. Разрабатываются и гибридные системы, сочетающие актографию с другими методами (ЭЭГ, ЭКГ), для более глубокого анализа состояния организма.

## Преимущества и недостатки

### Преимущества
Неинвазивность и комфорт для пациента.
Возможность длительного мониторинга (от нескольких дней до месяцев).
Относительная дешевизна по сравнению с полисомнографией или МРТ.
Простота использования в домашних условиях.

### Недостатки
Ограниченная точность в определении фаз сна (без ЭЭГ).
Чувствительность к внешним факторам (например, вибрациям от транспорта).
Зависимость от правильного ношения устройства.

## Перспективы развития
С развитием искусственного интеллекта и интернета вещей (IoT) актография может стать частью умных домов, где данные о движении будут интегрированы с системами здравоохранения. Ведутся исследования по использованию актографии для ранней диагностики нейродегенеративных заболеваний, таких как болезнь Альцгеймера, на основе изменений двигательной активности.